# Raiffeisen Schweiz
Raiffeisen Schweiz ist ein Zusammenschluss aller Schweizer Raiffeisenbanken. Die auf Basis einer Genossenschaft organisierten Banken bilden mit 218 Schweizer Raiffeisenbanken sowie allen zur Raiffeisen Gruppe gehörenden Gesellschaften. Die Schweizer Raiffeisenbanken bilden mit insgesamt 784 Geschäftsstellen das dichteste Bankstellennetz der Schweiz.
Im 21. Jahrhundert wurde die Raiffeisen-Gruppe mit einer gesamten Bilanzsumme von heute 297 Milliarden Franken zur zweitgrössten Schweizer Bankengruppe. Seit Juni 2014 zählt Raiffeisen zu den systemrelevanten Banken der Schweiz und muss deswegen über erhöhte Kapital- und Liquiditätspuffer sowie über eine Stabilisierungs- und Notfallplanung verfügen. Die Raiffeisen Gruppe zählt 3,7 Millionen Kundinnen und Kunden. Davon sind rund 2,1 Millionen Genossenschaftsmitglieder von Schweizer Raiffeisenbanken.

## Verbundorganisation

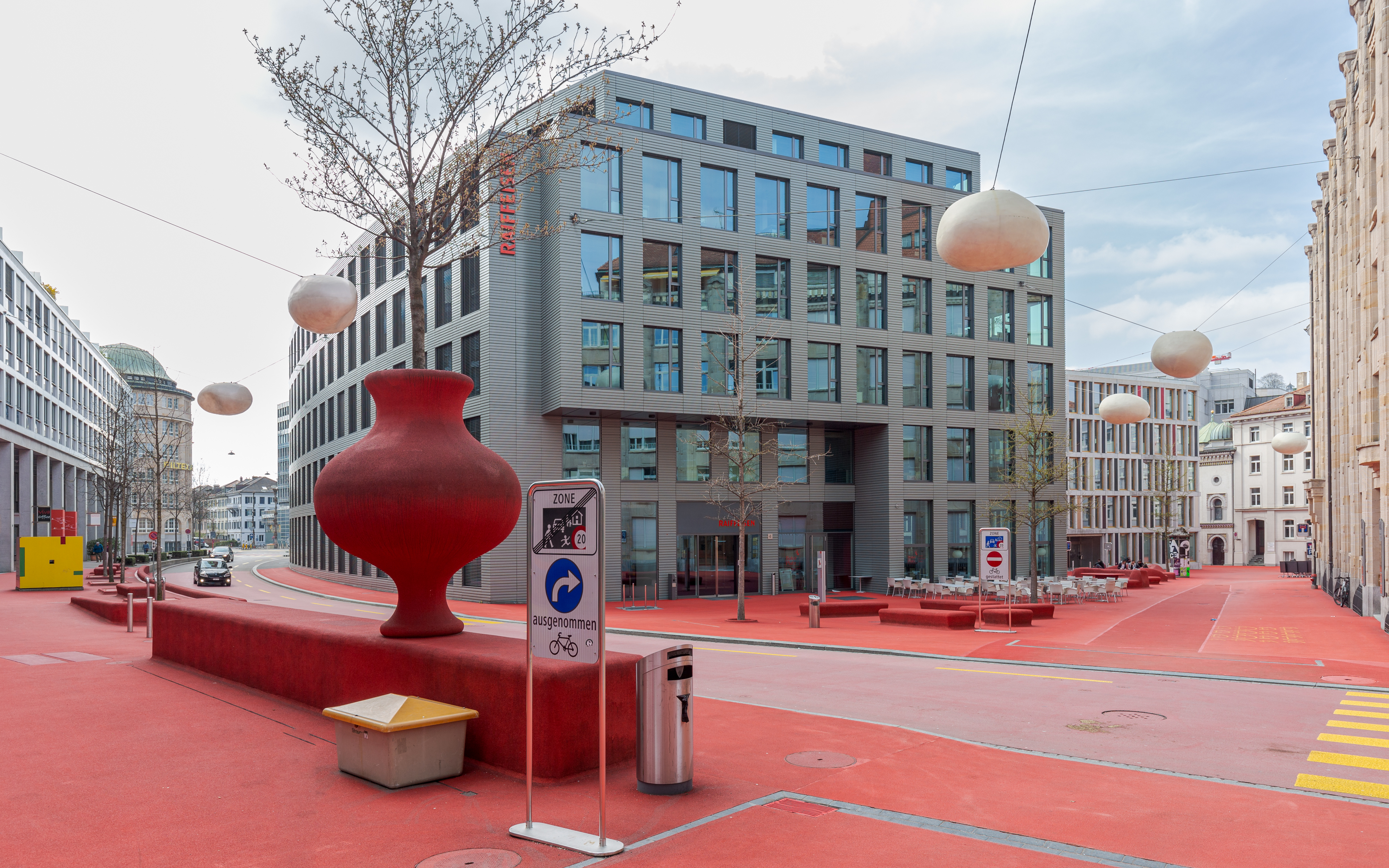
Gebäude der Raiffeisen Schweiz in St. Gallen

Die 218 rechtlich eigenständigen Raiffeisenbanken in der Schweiz haben sich mit der Raiffeisen Schweiz zu einem Genossenschaftsverband im Sinne von Art. 921 ff. OR (ehemals Schweizer Verband der Raiffeisenbanken genannt) zusammengeschlossen. Die Raiffeisenbanken sind Genossenschafter der Raiffeisen Schweiz, also Mitglieder des Genossenschaftsverbands, und halten das gesamte Genossenschaftskapital der Raiffeisen Schweiz. Die Raiffeisenbanken sind damit Eigentümerinnen der Raiffeisen Schweiz. Es besteht ein sog. inverses Konzernverhältnis.
Raiffeisen Schweiz erbringt im Auftrag und Interesse der Raiffeisenbanken zentrale Dienstleistungen und fungiert als Leiterin der zentralen Organisation im Sinne der Bankgesetzgebung. Dadurch wird die vom Bankaufsichtsrecht gebotene einheitliche Leitung der Raiffeisen Gruppe und die Gesamtkoordination der Raiffeisen Gruppe durch Raiffeisen Schweiz sichergestellt. Raiffeisen Schweiz koordiniert die Aktivitäten der Gruppe, schafft Rahmenbedingungen für die Geschäftstätigkeit der örtlichen Raiffeisenbanken (beispielsweise Informationstechnik, Infrastruktur, Refinanzierung) und berät und unterstützt sie in sämtlichen Belangen. Darüber hinaus gehören das Risikomanagement und die Kontrolle zu den Aufgaben von Raiffeisen Schweiz.
Mitglied von Raiffeisen Schweiz kann jede genossenschaftlich organisierte Bank werden, die sowohl die «Musterstatuten» der Raiffeisenbanken als auch die Statuten der Raiffeisen Schweiz anerkennt. Die aufgenommenen Mitglieder werden gleichzeitig Mitglieder im Regionalverband, in dessen Gebiet sie ihren Sitz haben.
Die «Musterstatuten» der Raiffeisenbanken werden durch die Generalversammlung von Raiffeisen Schweiz, dem obersten Organ, erlassen und geändert.
Der Verwaltungsrat jeder Raiffeisenbank wählt den Vertreter bzw. die Vertreterin ihrer Bank und dessen Stellvertreter bzw. Stellvertreterin für die Generalversammlung von Raiffeisen Schweiz, jede Raiffeisenbank hat eine Stimme.
Der Hauptsitz von Raiffeisen Schweiz befindet sich faktisch seit 1912 und rechtlich seit 1936 in St. Gallen.

## Geschichte
Die Ideen von Hermann Schulze-Delitzsch und Friedrich Wilhelm Raiffeisen, insbesondere der Selbsthilfegedanke wurden in Europa mit Interesse aufgenommen und fanden vor allem in ländlichen Gebieten viele Nachahmer. Auf Initiative von Pfarrer Johann Traber entstand 1899 in Bichelsee die erste Raiffeisenkasse der Schweiz.
1902 gründeten zehn Institute den Schweizerischen Raiffeisenverband.
Ab 1912 gab es in St. Gallen eine gemeinsame Geschäftsstelle des Verbandes, welche während der folgenden 40 Jahre durch Direktor Josef Stadelmann ausgebaut wurde.
1989 wurde die unbegrenzte Solidarhaft der Mitglieder der Raiffeisenbanken abgeschafft und an deren Stelle eine Nachschusspflicht von maximal 8000 Franken eingeführt. In allen Statuten der damals 305 Raiffeisen Genossenschaften war bis Anfang 2014 die Nachschusspflicht enthalten. Unbegrenzte Solidarhaft und Nachschusspflicht mussten in den hundert Jahren der Raiffeisen-Geschichte Schweiz nie eingefordert werden. Die Nachschusspflicht wurde 2014 abgeschafft. Damit gehen die Mitglieder einer Raiffeisenbank kein Risiko mehr ein, über ihre Anteilscheineinlage hinaus die Gruppe mit einem Nachschuss vor einem drohenden Konkurs retten zu müssen. Am 16. Juni 2014 wurde die Raiffeisen Gruppe von der Schweizerischen Nationalbank (SNB) als inlandorientierte systemrelevante Bank eingestuft.
2017 leitete die Eidgenössische Finanzmarktaufsicht ein Enforcement-Verfahren bezüglich Corporate-Governance-Themen gegen die Bankengruppe und bezüglich Handhabung von Interessenkonflikten während seiner Zeit bei Raiffeisen Schweiz gegen deren ehemaligen Chef Pierin Vincenz ein. Aufgrund des Rücktritts von Vincenz als Präsident der Helvetia Versicherungen und seiner Versicherung, keine verantwortungsvolle Funktion bei einer Bank oder Versicherung mehr anzustreben, stellte die Finanzmarktaufsicht das Verfahren gegen Vincenz ein, während dasjenige gegen Raiffeisen weitergeführt wurde. Nach achtmonatiger Untersuchung hat die Finanzmarktaufsicht im Juni 2018 das Enforcement-Verfahren gegen Raiffeisen abgeschlossen. Der neue VR-Präsident Guy Lachappelle gab seinen Rücktritt auf Ende Juli 2021 bekannt und wurde per sofort durch Vizepräsident Pascal Gantenbein ersetzt. Am 9. Dezember 2021 wurde Thomas A. Müller zum neuen Präsidenten gewählt.
Nachdem die Betreuung institutioneller Anleger sowie die Vermögensverwaltung von kollektiven Kapitalanlagen bereits schrittweise ausgegliedert worden war, entschied sich Raiffeisen 2018, die Notenstein La Roche Privatbank im Mai 2018 an die Privatbank Vontobel zu verkaufen und verstärkt das eigene Anlagegeschäft auszubauen.
Im Jahr 2014 gründeten Raiffeisen (51-%-Beteiligung) und Avaloq (49-%-Beteiligung) das Gemeinschaftsunternehmen ARIZON Sourcing AG. Ziel der ARIZON Sourcing AG ist der Aufbau und Unterhalt der Banking-Plattform für die Raiffeisen. Das IT-Projekt wurde Anfang Januar 2019 erfolgreich abgeschlossen, indem nun alle 253 Banken (246 Raiffeisenbanken, 6 Niederlassungen und die Zentralbank) auf einer Plattform betrieben werden. Im Januar 2019 wurde bekannt gegeben, dass Raiffeisen Schweiz die 49-%-Beteiligung von Avaloq am Joint-Venture ARIZON Sourcing AG erwirbt und die ARIZON Sourcing AG vollständig in Raiffeisen Schweiz integriert. Raiffeisen hat auch angekündigt, den Anteil am Derivatespezialisten Leonteq von 29 auf 19 Prozent reduzieren zu wollen. Am 26. Februar 2018 gab Raiffeisen bekannt, dass die bisherigen Minderheitsaktionäre 100 % an Investnet übernehmen. Die Raiffeisen-Tochter KMU Capital, an der Investnet bisher 40 % hielt, geht dafür zurück in den vollständigen Besitz von Raiffeisen. Die Kapitalgeberfunktion (KMU Capital) und das Investment Advisory (Investnet) soll somit klar voneinander getrennt werden.
Da klassische Bankschalter mit Bargeld immer weniger nachgefragt werden, setzt Raiffeisen derweil immer mehr auf Filialen mit Bankomaten und integrierten bargeldlosen Cafés. Im Zuge der überarbeiteten Zahlungsdiensterichtlinie (PSD2) hat Raiffeisen vor, den Open-Banking-Hub von SIX zu nutzen, um Drittanbietern Zugriff auf die Bankkonto-Daten zu ermöglichen.
Im November 2020 gab Raiffeisen bekannt, nach über hundertjähriger Mitgliedschaft per 31. März 2021 aus der Schweizerischen Bankiervereinigung auszutreten; bevor Ende August 2023 der Wiedereintritt erfolgte.
Heinz Huber, Vorsitzender der Geschäftsleitung, trat per Ende 2024 zurück und wird per 1. Juli 2025 Präsident der Graubündner Kantonalbank. Christian Poerschke, bisher Leiter des Departements Finanzen und Services und stellvertretender Vorsitzender der Geschäftsleitung, hat am 1. Januar 2025 interimistisch die Funktion des Vorsitzenden bei Raiffeisen Schweiz übernommen. Im Dezember 2025 werde der derzeitige CEO der Liechtensteinischen Landesbank (LLB-Gruppe) Gabriel Brenna die Leitung übernehmen.

## Geschäftliche Grundsätze
In einem gebietsmässig klar definierten Geschäftskreis betreuen die genossenschaftlich organisierten Banken die Bevölkerung der Region. Dadurch, dass die Kundengelder im Geschäftsbereich verbleiben, sollen sie direkt zur Entwicklung der Region beitragen. Darüber hinaus unterstützen die Raiffeisenbanken auch lokale Vereine und soziale Einrichtungen. Sie sind zugleich regionale Arbeitgeber und Steuerzahler in den Gemeinden.
Zu den Prinzipien gehören lokale Verankerung und die Kundennähe, die Genossenschaftsstruktur und die Verbindung von genossenschaftlichen Werten mit betriebswirtschaftlichem Denken.
Individualinteressen Einzelner sind nicht möglich, die Führungsverantwortung bei Raiffeisen ist föderalistisch verteilt.
Raiffeisen strebt kein Wachstum um jeden Preis an. Zu den Grundsätzen gehören ferner eine vorsichtige Kreditpolitik und die Kontrolle der Risiken.

## Beteiligungen
Raiffeisen Schweiz kooperiert mit mehreren Firmen, um den angeschlossenen Raiffeisenbanken deren Services anzubieten. An den folgenden Firmen ist Raiffeisen Schweiz direkt beteiligt:
- Viseca Holding, 25,5 %
  - Viseca Card Services SA
  - Viseca Payment Services SA
  - Contovista AG
- Leonteq, Fintech-Unternehmen, 29 %[32]
- Raiffeisen Unternehmerzentrum AG, 100 % (seit 2014)
- SIX Group, 5,5 %
- Responsability (Mikrofinanz in Entwicklungsländern), 11,9 %
- KMU Capital Holding AG (Mezzanine-Finanzierung), 60 %
- Twint (Mobile-Payment), 4 %
- Raiffeisen Immo AG (Raiffeisen Immomakler), 100 %

Nach dem Abgang von Vincenz wurden diese Beteiligungen kritisch hinterfragt, und es findet seither ein Abbau von Beteiligungen statt. So wurde die Notenstein Privatbank (Privatbank, Online-Privatbank), die seit 2012 zu 100 % zur Gruppe gehörte und durch Übernahme des bereinigten Kundenstamms und der Mitarbeitenden der Privatbank La Roche Anfang 2015 zur Notenstein La Roche Privatbank erweitert worden war, im Mai 2018 für 700 Millionen Franken an die Privatbank Vontobel verkauft. Der Verkauf der Swiss Bankers Prepaid Services AG (Reisezahlungsmittel), wo Raiffeisen Schweiz einst mit 16,5 % beteiligt war, an die Hypothekarbank Lenzburg, wurde im Januar 2025 abgeschlossen.